# 師友塾高等学校
師友塾高等学校（しゆうじゅくこうとうがっこう）とは、広島県尾道市で運営されていた私立の広域通信制高等学校。

## 概要
高等学校を中退した生徒や不登校・引きこもりに対応した私塾「リバースアカデミー師友塾」（兵庫県神戸市東灘区御影の株式会社オーアイシーが経営）が前身。
内閣府より認定された「尾道市人間教育特区」計画に基づく、株式会社立の広域通信制・単位制高等学校。
2008年4月、尾道市東久保町の旧尾道市立筒湯小学校（2000年3月、尾道市立久保小学校へ統合され廃校。小学校廃止後はおのみち生涯学習センター・尾道市立るり保育所となる）の旧校舎に開校した。長期滞在型プログラムも設け、本社所在地の尾道市向島町立花20129-1にスクーリング・長期滞在用宿泊施設（寮）「師友塾高等学校　文学の館」を開設した（「おのみち文学の館」とは無関係）。
2017年3月廃校。

## 沿革
- 2007年
  - 2月 - 尾道市向島町立花に株式会社文学の館設立
  - 7月 - 内閣府より「尾道市人間教育特区」計画認定
  - 10月 - 尾道市長より広域通信制・単位制「師友塾高等学校」設置認可
- 2008年4月 - 尾道市東久保町に「師友塾高等学校」開校、尾道市向島町立花に「文学の館」開設
- 2016年12月21日 - 尾道市に対し株式会社文学の館より師友塾高等学校の廃止認可申請書が提出される
- 2017年
  - 1月11日 - 尾道市長より尾道市広域通信制・単位制高等学校審議会に対して学校廃止認可についての諮問を行う
  - 1月29日 - 1・2年生と保護者を対象に廃校に関する説明会を開催
  - 2月8日 - 尾道市広域通信制・単位制高等学校審議会において学校廃止に関し審議を行う
  - 3月1日 - 尾道市広域通信制・単位制高等学校審議会会長より尾道市長に対し「学校廃止についてはやむを得ない」と答申
  - 3月7日 - 尾道市は学校廃止を認可し株式会社文学の館に対して廃止認可通知[4]
  - 3月31日-「師友塾高等学校」 閉校
  - 5月 - 「文学の館」ほか株式会社文学の館の社有地を売却[5]

## 教育方針
- 子どもが学校に行けなくなったら、赤飯をたいて祝おう
- 元気が正義
- 喜び合うっていいなぁ
- ドン詰まりが出発点
- 負けて泣くなら勝って泣け
- めざせニューエリート

## コース
- 通信コース
自宅学習 - 自宅で学習する基本コース。
学習センターへの通学 - 姉妹機関の師友塾（神戸本校）に通学するコース。
- 通学コース
自宅からの通学
長期滞在型 - 師友塾高等学校学生寮「文学の館」で寮生活。寮からの通学。

## 運動部
- 軟式野球部[6]
2009年 - 広島県高等学校定時制通信制種目別選手県大会優勝
2010年 - 第57回全国高等学校定時制通信制軟式野球大会西中国地区[7]代表[8]・2回戦進出[9]
2011年 - 第58回全国高等学校定時制通信制軟式野球大会西中国地区代表・準々決勝進出[10]
2012年 - 第59回全国高等学校定時制通信制軟式野球大会西中国地区代表・準々決勝進出[11]
2013年 - 第60回全国高等学校定時制通信制軟式野球大会記念大会西中国地区代表・3回戦進出[12]
2014年 - 第61回全国高等学校定時制通信制軟式野球大会西中国地区代表・3位[13]
2015年 - 第62回全国高等学校定時制通信制軟式野球大会西中国地区代表・準優勝[14]
- テニス部

## アクセス
- JR西日本山陽本線尾道駅よりバス5分、徒歩10分
- JR西日本山陽新幹線新尾道駅よりバス10分、徒歩10分

## 廃校後
在校生の指導は相生学院高等学校が事実上引き継ぐこととなり、2017年4月に「相生学院高等学校尾道校」が尾道駅前のビル内に開校した。
師友塾高等学校の各種証明書等（在学証明書・卒業証明書など）発行については、2017年4月1日以降、尾道市（担当部署：尾道市教育委員会学校経営企画課）で行っている。旧校舎は開校前同様おのみち生涯学習センターと尾道市立るり保育所の施設となっている。向島町の本社所在地・旧「文学の館」敷地・建物は2018年2月にオープンした「尾道しまなみゲストハウス」として利用されている。